# Lista de episódios de Squirrel Boy
Esta é uma lista de episódios da série de desenho animado estadunidense Squirrel Boy (no Brasil, Andy e seu Esquilo). Nela contém o número dos episódios, o título original deles, o título em português que na maioria dos episódios é indisponível, e a data de estréia original deles (que ocorreu nos Estados Unidos). A série possui 52 episódios produzidos até o momento que estão distribuídos em 2 temporadas, além de ter também 12 episódios curtos com duração de aproximadamente 2 minutos.

## 1.ª temporada (2006)
| #    | Título Original                                | Título em Português                                        | Data de Estréia           |
| ---- | ---------------------------------------------- | ---------------------------------------------------------- | ------------------------- |
| 0102 | A Line in the Sandwich Tree for Two            | 1 De Tirar o Chapéu 2 Árvore para Dois                     | 14/07/2006                |
| 0304 | The Big Haggle Hassle Rolling Blunder          | 3 O Mercado das Pulgas Título indisponível4                | 21/07/2006                |
| 0506 | Scout's Dishonor Andy Had a Little Squirrel    | 5 A Vergonha do Escotismo 6 Andy Tinha um Esquilinho       | 28/07/2006                |
| 0708 | Born to Be Mild Yer Out!                       | 7 Nascido pra Ser Doméstico 8 Eliminado                    | 04/08/2006<br /04/08/2006 |
| 0910 | Best of Best Friends The Hairy Truth           | 9 Os Melhores entre os Melhores Amigos 10 Verdade Cabeluda | 11/08/2006                |
| 1112 | Up All Night Pool for Love                     | 11 Virando a Noite 12 A Piscina do Amor                    | 18/08/2006                |
| 1314 | Islands in the Street Speechless               | Uma Ilha na Rua 13 Sem Palavras14                          | 25/08/2006                |
| 1516 | What's Sung is Sung Wall of the Wild           | Cantou tá Cantado 15 Rodney na parede16                    | 08/09/2006                |
| 1718 | The Greatest Schmo on Earth Outta Sight        | 17 O Maior Trouxa da Terra 18 Fora de Foco                 | 15/09/2006                |
| 1920 | Harried Treasure The Rod Squad                 | 19 Caça ao Tesouro 20 O Rod Squad                          | 22/09/2006                |
| 2122 | The Trojan Rabbit The Endangered Species Twist | 21 O Coelho de Tróia 22 Perigo de Extinção                 | 10/11/2006                |
| 2324 | Birthday Boy Freaky Fur Day                    | 23 O Aniversariante 24 um dia muito louco                  | 17/11/2006                |
| 2526 | Hole in the Story Screw-Up in Aisle Six        | 25 Um Buraco na História 26 confusão no corredor seis      | 03/12/2006                |

## 2.ª temporada (2007)
| #    | Título Original                                  | Título em Português                                         | Data de Estréia |
| ---- | ------------------------------------------------ | ----------------------------------------------------------- | --------------- |
| 2728 | Flatbottom's Up Family Crude                     | 27 Flatbottom é Legal Crueldade de Família                  | 02/02/2007      |
| 2930 | Eddie or Not... Trouble Date                     | 29 Eddie ou Não... 30 Encontro Problemático                 | 09/02/2007      |
| 3132 | Winner Fake All Rodney Darling                   | 31 é perdendo que se ganha 32 Rodney Querido                | 16/02/2007      |
| 3334 | Frag the Dog The Grim Cheaper                    | 33 cachorro louco 34 quem poupa junta confusão              | 23/02/2007      |
| 3536 | Treehouse Broken My Brand New Salty Mike         | 35 A Casa na Árvore 36 Meu Novo Maquiavel                   | 06/04/2007      |
| 3738 | Stranger Than Friction Don't Cross Here          | 37 Pior do que Ficção 38 O Guarda Substituto                | 13/04/2007      |
| 3940 | More Flower to You News it or Lose It            | 39 Mais Flores pra Você 40 a disputa jornalística           | 13/08/2007      |
| 4142 | Get a Lifeboat Bully for You                     | 41 a pesca maluca 42 lá vem encrenca                        | 23/08/2007      |
| 4344 | Ice Cream Anti-Social Dog & Phony Show           | 43'Sorvete Anti-Social' 44 Título indisponível              | 30/08/2007      |
| 4546 | He Got Blame I Only Have Eye For You             | 45 Ele Tem Culpa 46 Só Tenho Olhos pra Você                 | 24/09/2007      |
| 4748 | Diss and Make Up Be Careful What You Fish For    | 47 amigos não brigam 48 Cuidado Com o Que Você Pesca        | 25/09/2007      |
| 4950 | Don't Pet on It Bunny and the Beak               | 49 Título indisponível 50 O Coelho e a Ave                  | 26/09/2007      |
| 5152 | Gumfight at the S'Okay Corral I, Stan, Corrected | 51 o duelo do chiclete em Curralokay 52 Eu, Stan, o Caçador | 27/09/2007      |

## Episódios curtos
| Título Original        | Título em Português      | Data de Estréia |
| ---------------------- | ------------------------ | --------------- |
| Breaking the Bank      | Título Indisponível      | 20/01/2008      |
| In Arm's Way           | O Braço Direito          | 19/02/2008      |
| See Food Breakfast     | Café Com Nojeira         | 03/03/2008      |
| Take Me to Your Feeder | Leve-me ao Seu Comedouro | 17/03/2008      |
| Hanging Tough          | Segure Aí                | 31/03/2008      |
| Bedside Matters        | Título Indisponível      | 10/04/2008      |